# Kynureninase
Bei Kynureninase handelt es sich um dasjenige Enzym, das von 3-Hydroxykynurenin ein Molekül Alanin abspaltet. Diese Reaktion ist ein Teilschritt im Abbau der Aminosäure Tryptophan und in der Nicotinsäure-Biosynthese. Kynureninase kommt in allen Lebewesen vor. Beim Menschen ist sie in allen Gewebetypen zu finden, besonders aber in Plazenta, Leber und Lunge. Erhöhte Werte des Enzyms wurden in der Nähe von Infektionen festgestellt.
Mutationen im KYNU-Gen können zum Mangel an Kynureninase führen. Die Folge ist Vitamin-B3-Mangel und eine verstärkte Ausscheidung der Tryptophan-Abbauprodukte Kynurenin, 3-Hydroxykynurenin und Xanthurensäure im Urin.
Varianten des Enzyms werden mit Bluthochdruck bei Han-Chinesen in Zusammenhang gebracht.

## Katalysierte Reaktion
+ H2O {\displaystyle \longrightarrow }   + 

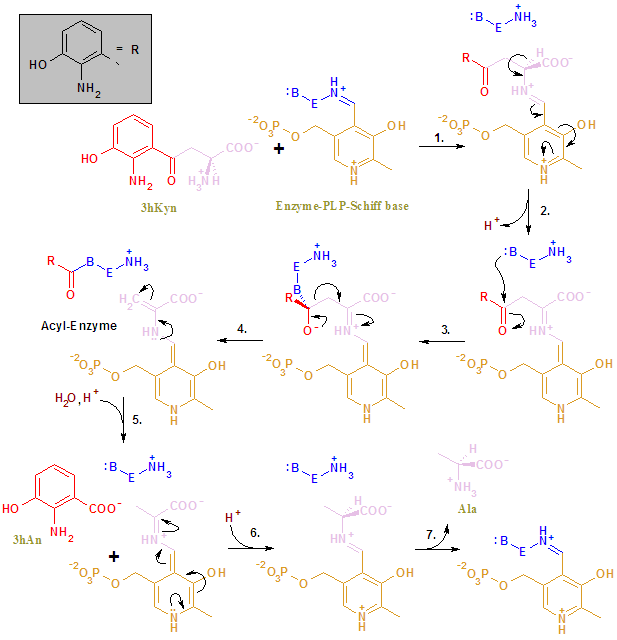
Details des von Kynureninase katalysierten Reaktionsablaufs. Farbschema: KYNU, Pyridoxalphosphat, Substratnamen, Anorganische Moleküle, Substrat, L-Ala

L-Alanin wird durch Hydrolyse von 3-Hydroxy-L-Kynurenin abgespalten und es entsteht 3-Hydroxyanthranilat.